# 모리모토 류타로
모리모토 류타로(森本 龍太郎, 1995년 4월 6일 ~ )는 일본의 유튜버이다. Hey! Say! JUMP의 전 멤버. 댄스 보컬 그룹 ZERO 와 BLACK JACK 의 전 메인 보컬. 일본 이시카와현출신. 호리코시 고등학교 졸업. 신장 174cm.
2012년 미성년 담배 소동으로 Hey! Say! JUMP를 탈퇴 및 쟈니스 사무소에서 퇴소를 발표했다.
2016년 공식 트위터 계정을 통해 ZERO 라는 그룹에서 Ryu 로서 활동할 것을 밝혔다.

## 출연 작품

### 텔레비전 드라마
- 수험의 신 (닛폰 TV, 2007년)

### 버라이어티 쇼
- 소년구락부 (2004 ~ 2008년)
- 백식~백으로 아는 한가지 지식~ (2007년 10월 ~ 2008년 3월, 후지 TV)
- 폭소 100분TV! 헤이세이 패밀리즈 (2007년 10월 14일 ~ 2008년 3월, 닛폰 TV)
- 시공간☆세대 배틀 쇼와×헤이세이 SHOW와 Hey! Say!（2008년 4월 6일 ~ 2009년 3월 29일, 닛폰 TV）

### 뮤직비디오
- 슈지와 아키라 〈세이슌 아미고〉 (2005년, 쟈니즈 엔터테인먼트)